# 錫瑪·哈沙德
錫瑪·哈沙德（Shimaa Hashad，1981年4月21日—）是一名埃及射擊運動員，主攻10公尺空氣步槍和50公尺步槍臥射項目。她曾獲得非洲射擊錦標賽女子10公尺空氣步槍冠軍。

## 外部連結
- ISSF （页面存档备份，存于）